# 세화여자고등학교
세화여자고등학교(世和女子高等學校)는 대한민국 서울특별시 서초구 반포동에 있는 강남 8학군 자율형 사립 고등학교이다.

## 학교 연혁
- 1977년 6월 11일 : 학교법인 일주학원 설립 인가
- 1978년 2월 18일 : 초대 이임용 이사장 취임, 세화여자고등학교 설립 인가(각 학년 10학급)
- 1978년 3월 1일 : 세화여자고등학교 개교, 초대 송학준 교장 취임
- 1979년 3월 6일 : 세화여자고등학교 교사 및 체육관, 생활관, 도서관 낙성식
- 1982년 4월 29일 : 배구부 창단
- 1992년 10월 31일 : 일주빌딩 준공
- 1999년 5월 17일 : 급식설비 및 학교식당 개설
- 2010년 4월 23일 : 자율형사립고교 지정(각 학년 12학급)
- 2016년 4월 22일 : '일주세화학원'으로 법인 명칭 변경
- 2021년 3월 1일 : 제14대 박기혁 교장 취임
- 2022년 2월 10일 : 제42회 졸업생 329명 배출(졸업생 총인원 23,573명)
- 2022년 4월 1일 : 제6대 이재현 이사장 취임
- 2025년 3월 1일 : 제15대 오삼찬 교장 취임
- 2025년 4월 16일 : 제7대 이호진 이사장 취임

## 참고 자료
- 세화여자고등학교 - 한국교육학술정보원 학교알리미